# 水野監物邸跡

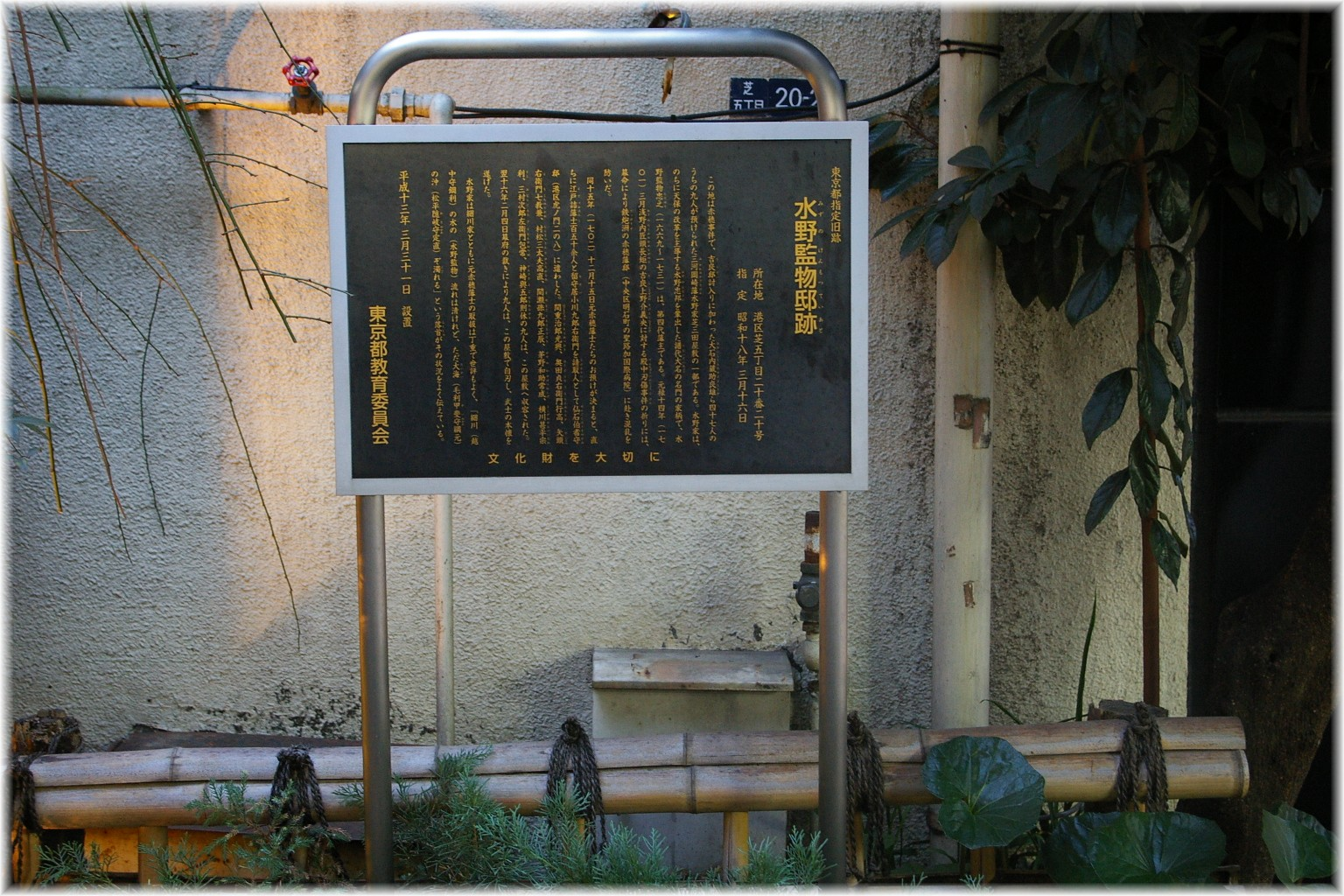
説明板

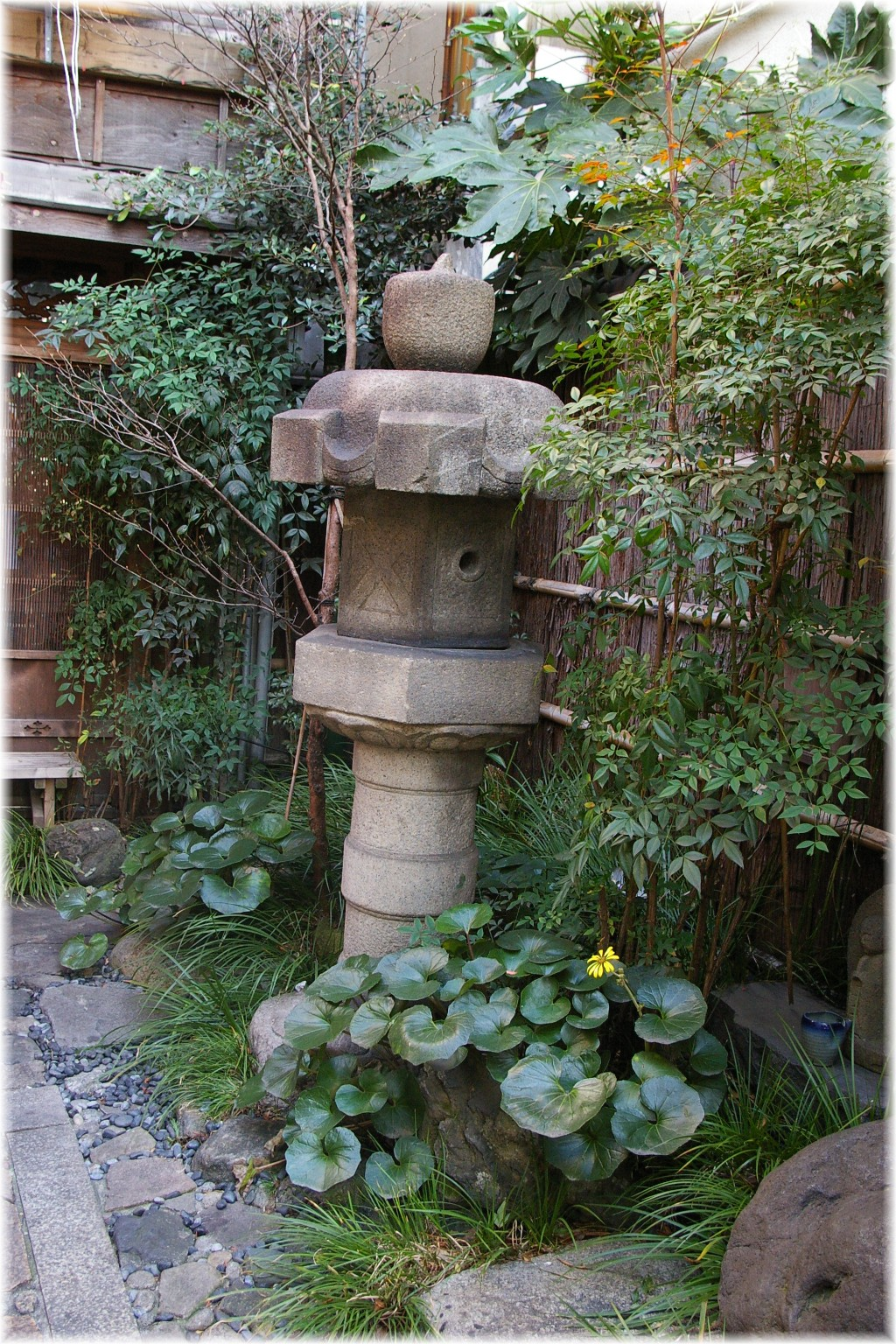
石灯籠

水野監物邸跡（みずのけんもつ てい あと）は、東京都港区芝5-20-20にある三河岡崎藩（のち肥前唐津藩）主・水野家の中屋敷跡である。現在は、のちに設置された灯籠や平成期に作られた案内板のみが残っている。
水野監物（忠之）が藩主の時、この屋敷には元禄赤穂事件で吉良義央（上野介）の屋敷に討ち入った赤穂浪士9名が幕府の沙汰を待つためにお預けになり、元禄16年（1703年）2月4日同屋敷で切腹した（実際の切腹地は当地より50メートル北にある。記事本文を参照）。

## 預けられた赤穂浪士9名
- 間十次郎（光興）
- 奥田貞右衛門（行高）
- 矢頭右衛門七（教兼）
- 村松三太夫（高直）
- 間瀬孫九郎（正辰）
- 茅野和助（常成）
- 横川勘平（宗利）
- 三村次郎左衛門（包常）
- 神崎与五郎（則休）

現在の慶應仲通りが三田二丁目から田町側に向かい、商店街の終点で東南に折れる場所の正面の医院の前に位置する。
ただし、元禄16年（1703年）11月に切腹跡を含めた藩邸は火事で焼失したうえ、水野氏は天保14年（1843年）閏9月、江戸市民や浪人たちに邸を襲撃されたため屋敷の移動があり、浪士切腹当時の屋敷は同地より北へ50メートルほど離れた場所にあった。
水野忠之は浪士を丁重に遇したと伝わる。火災、水野騒動の処罰と転封、百姓一揆などによる混乱や藩主押し込め、暴徒の藩邸襲撃などで往時の遺構（畳二枚、供養塔など）は散逸してしまい、現在は屋敷移転後に置かれた石灯篭、二か国語の案内板、由来不明の丸石と木製ベンチが残る。

## 赤穂浪士終焉の地
討入り後46名の赤穂浪士がお預けとなった4藩の藩邸は、いずれも今日の東京都港区にある。
| 預先               | 江戸藩邸              | 史跡                       | 所在地       |
| ------------------ | --------------------- | -------------------------- | ------------ |
| 細川越中守（綱利） | 肥後熊本藩 高輪下屋敷 | 大石良雄外十六人忠烈の跡   | 高輪一丁目   |
| 水野監物（忠之）   | 三河岡崎藩 芝中屋敷   | 水野監物邸跡               | 芝五丁目     |
| 松平隠岐守（定直） | 伊予松山藩 三田中屋敷 | 大石主税良金ら十士切腹の地 | 三田二丁目   |
| 毛利甲斐守（綱元） | 長門長府藩 麻布上屋敷 | 毛利甲斐守邸跡             | 六本木六丁目 |